# Museu d'Art de Bregenz
El Museu d'Art de Bregenz (en alemany: Kunsthaus Bregenz) alberga exposicions temporals d'obres d'art modern. Aquesta galeria està situada en la ciutat de Bregenz, Àustria, a la vora del llac Constança. Va ser inaugurat el 1997 i l'arquitecte de l'edifici que alberga el museu és Peter Zumthor, una obra que li va fer merèixer el Premi d'Arquitectura Contemporània Mies van der Rohe de 1998. Aquest immoble té quatre plantes i forma part d'un projecte en el qual també es va construir altre edifici de dues plantes on estan les oficines i serveis del museu.
Aquesta construcció és un dels millors exemples de l'arquitectura minimalista pròpia de Zumthor. Aparenta ser bastant senzill però realment amaga una complexitat sorprenent i de vegades poc comprensible. L'edifici que alberga les exposicions té una façana coberta de cristalls translúcids que deixen intuir zones opaques de l'interior que resulten ser més complexes del que a primera vista es veu.